# Амплеев, Вячеслав Семёнович
Вячеслав Семёнович Амплеев (23 октября 1940, Москва — 15 июля 2012, Москва) — советский самбист, советский и российский тренер по самбо. Заслуженный тренер РСФСР, Заслуженный тренер России.

## Биография
Занимался самбо в секции Московского энергетического института под руководством Анатолия Харлампиева. Окончил Высшую школу милиции. В течение нескольких лет был оперуполномоченным в Якутии, лично задерживал опасных преступников. Участвовал в чемпионатах МВД России и СССР. Тренировал милиционеров. После того, как его ученики начали выполнять норматив мастера спорта СССР, он ушёл из милиции и сосредоточился на тренерской деятельности. Тренировал женскую сборную страны.
Похоронен на Преображенском кладбище в Москве.

## Известные воспитанники
- Ратов, Владислав Игоревич[1] (1960—2010) — Заслуженный мастер спорта России;
- Ходырев, Андрей Николаевич[1] (1961) — чемпион СССР и мира, обладатель Кубка СССР, Заслуженный мастер спорта СССР, Заслуженный тренер России.